# Сауд аль-Соваді
Сауд аль-Соваді (араб. سعود السوادي; нар. 10 квітня 1988, Ємен) — єменський футболіст, воротар клубу «Ас-Сакр» та національної збірної Ємену.
Зі збірною пробився і поїхав на їх дебютний Кубок Азії з футболу 2019 року в ОАЕ.